# Science-Fiction-Jahr 1934
Übersicht

◄◄ | ◄ | 1930 | 1931 | 1932 | 1933 | Science-Fiction-Jahr 1934 | 1935 | 1936 | 1937 | 1938 | ► | ►►

Weitere Ereignisse

## Neuerscheinungen Literatur
| Deutscher Titel            | Deutschsprachiges Erscheinungsjahr | Originaltitel        | Autor          | Anmerkungen |
| -------------------------- | ---------------------------------- | -------------------- | -------------- | ----------- |
| Ein Freiflug im Jahre 2222 | –                                  | –                    | Hans Dominik   |             |
|                            |                                    | The Strange Invaders | Alun Llewellyn |             |

## Neuerscheinungen Filme
| Deutscher Titel     | Deutschsprachiges Erscheinungsjahr | Originaltitel      | Regie           | Anmerkungen |
| ------------------- | ---------------------------------- | ------------------ | --------------- | ----------- |
| Die Welt ohne Maske | –                                  | –                  | Harry Piel      |             |
| Gold                | –                                  | –                  | Karl Hartl      |             |
| Der Herr der Welt   | –                                  | –                  | Harry Piel      |             |
|                     |                                    | Once in a New Moon | Anthony Kimmins |             |

## Geboren
- Piers Anthony
- John Brunner († 1995)
- Kirill Bulytschow, Pseudonym von Igor Moshejko († 2003)
- Gabriel Bermúdez Castillo († 2019)
- Dieter Eisfeld († 2018)
- Harlan Ellison († 2018)
- Per Olov Enquist († 2020)
- Alasdair Gray († 2019)
- Paul-Jean Hérault († 2020)
- Michel Jeury († 2015)
- Irmtraud Kremp
- Alexander Kröger, Pseudonym von Helmut Routschek († 2016)
- Kurt Mahr (Pseudonym von Klaus Mahn) schrieb viel im Perry-Rhodan-Universum († 1993)
- Cecil O. Mailer (weiteres Pseudonym von Klaus Mahn)
- Taku Mayumura († 2019)
- Klaus Möckel
- Charles Nuetzel
- Andrew J. Offutt († 2013)
- Herbert Rosendorfer († 2012)
- Carl Sagan († 1996)
- Arne Sjöberg, Pseudonym von Jürgen Brinkmann († 1997)
- Dietrich Wachler († 2004)
- Clifford Wells

## Gestorben
- Hermann Eßwein (* 1877)
- Paul Michaelis (* 1863)
- Alexander Moszkowski (* 1851)